# جورجيوس غريفاس
جورجيوس غريفاس ((باليونانية: Γεώργιος Γρίβας)‏؛ 6 يونيو 1897 - 27 يناير 1974) المعروف أيضًا باسمه المستعار ديجينيس (باليونانية: Διγενής)‏، هو جنرال قبرصي خدم في الجيش اليوناني، وهو زعيم منظمة EOKA.

## بداية حياته
ولد جورجيوس في نيقوسيا يوم 6 يونيو 1897، وهو الطفل الرابع لكالوميرا هاتسميكل وثيودوروس غريفاس. نشأ وترعرع في تريكومو. وبعد التحاقه بمدرسة قريته درس في ثانوية بانكبريان الرياضية في نيقوسيا من 1909 إلى 1915، حيث عاش مع جدته في تلك الفترة.

## حياته العسكرية في اليونان
انتقل غريفاس إلى اليونان في سنة 1916. وفقًا لنعيه في ذا تايمز فقد ترك منزل العائلة بعد أن علم أن والده كان يريده أن يصبح طبيباً. حصل على الجنسية اليونانية والتحق بالأكاديمية العسكرية اليونانية. وتخرج سنة 1919 حيث التحق بالجيش اليوناني برتبة ملازم ثانٍ وتم نشره على الفور في جبهة آسيا الصغرى في الحرب اليونانية التركية. خدم في الفرقة العاشرة للجيش اليوناني وشارك في تقدمه من إزمير إلى بانورموس (اليوم باندرمة) وإسكي شهر بعد بورصة ومعركة صقاريا. مع الانسحاب اللاحق للجيش اليوناني من آسيا الصغرى سنة 1922، تم وضعه في رديستوس في تراقيا. حصل على وسام لشجاعته وتم ترقيته إلى رتبة ملازم أول. تم اختياره لاحقًا للدراسة في المدرسة العسكرية في باريس، وعند عودته إلى اليونان خدم في عدد من المناصب، ومنها محاضر في الأكاديمية العسكرية اليونانية. تمت ترقيته إلى رتبة نقيب في 1925 وإلى رتبة رائد في 1935. بعد ذلك بعامين تزوج من فاسيليكي ديكا ابنة صيدلي من أثينا.

## الحرب العالمية الثانية والاحتلال الألماني
مع بداية الحرب العالمية الثانية تم نقل غريفاس إلى قسم العمليات في المقر المركزي للجيش اليوناني، للعمل على الخطط الدفاعية الاستراتيجية لشمال اليونان. عندما اندلعت الحرب اليونانية الإيطالية، نقل غريفاس إلى الجبهة الألبانية في ديسمبر 1940 وشغل منصب رئيس أركان الفرقة الثانية.
بعد الاحتلال الألماني والإيطالي والبلغاري لليونان خلال الحرب العالمية الثانية، أسس غريفاس منظمة X، وهي منظمة حرب عصابات يمينية متطرفة صغيرة تتكون من ضباط الجيش اليوناني الذي اقتصر نفوذهم على أحياء معينة في أثينا. لعبت دورًا ثانويًا في المقاومة اليونانية ضد احتلال قوات المحور لليونان. وشملت أنشطتها التجسس لصالح قوات الحلفاء وشن هجمات صغيرة وعمليات تخريبية ضد المحتلين. وخلال أحداث ديسمبر 1944 حارب أعضاء منظمة X باستخدام الأسلحة المسترجعة من الألمان المنسحبين، في ثيسون جنبًا إلى جنب مع القوات البريطانية واليونانية للسيطرة على أثينا من مقاتلي أحزاب EAM / ELAS اليسارية.
وفي 1946 تقاعد من الجيش اليوناني بناءً على طلبه، وحاول دخول السياسة ولكن محاولاته باءت بالفشل.

## حملة حرب عصابات إيوكا
بعد تقاعده ركز غريفاس على فكرة تخليص قبرص من الحكم الاستعماري البريطاني وتوحيدها مع اليونان (إنوسيس). وبصفته عضوًا في اللجنة السرية للنضال القبرصي، أدى قسم إنوسيس أمام رئيس الأساقفة المنتخب حديثًا مكاريوس الثالث، والذي تعاون معه لإعداد الكفاح المسلح. وصل سرا إلى قبرص في نوفمبر 1954 وبدأ على الفور في تشكيل المنظمة الوطنية للمقاتلين القبارصة اختصارًا (EOKA) وهو تنظيم سري لحرب العصابات. وفي 1 أبريل 1955 بإعلان وقعه باسم ديجينيس ومعه عدد من التفجيرات ضد أهداف مختلفة في أربع مدن رئيسية ومنشآت عسكرية، أعلن عن بدء حملته لتقرير المصير - الاتحاد مع اليونان.
أدار عمليات إيوكا الأولى من مخبأه في نيقوسيا، ولكن انتقل بعدها إلى جبال ترودوس لقيادة فرق حرب العصابات الخاصة به. في ذلك الوقت كان يريد فقط استهداف الجنود البريطانيين والمتعاونين معهم من اليونانيين ومنع الهجمات على القبارصة الأتراك. قام بتجنيد جريجوريس أفزنتيو ليكون أحد قادة الفريق من منطقة فاماغوستا. هرب غريفاس مرتين بعد أن حاصرته القوات البريطانية في سبيليا في ديسمبر 1955، مما أدى إلى معركة سبيليا وكيكوس في مايو 1956. وبعد شهر طاردته القوات البريطانية فانتقل سراً من الجبال بسيارة، ووجد ملاذًا في مخبأ في ليماسول حيث أدار ليس فقط الأنشطة العسكرية ولكن أيضًا الحملة السياسية، منذ نفى رئيس الأساقفة مكاريوس في مارس 1956 من قبل سلطات البريطانية.
خلال الصراع عرضت الإدارة الاستعمارية البريطانية مكافأة قدرها 10000 جنيه إسترليني بالإضافة إلى المرور إلى أي مكان في العالم للحصول على معلومات تؤدي إلى اعتقال العقيد غريفاس.

## العودة إلى اليونان
مع توقيع اتفاقيات زيورخ ولندن في بداية 1959 وإعلان قبرص دولة مستقلة أمر غريفاس بوقف إطلاق النار، حيث لم يتحقق الهدف الرئيسي للنضال وهو الوحدة مع اليونان. وتعارضت آراؤه مع آراء مكاريوس الذي قبل الاتفاقات المذكورة أعلاه نيابة عن السكان القبارصة اليونانيين. وفي مارس 1959 خرج غريفاس من مخبأه وغادر (إلى المنفى، بناءً على طلب المملكة المتحدة وهو جزء من اتفاقية وقف إطلاق النار) إلى أثينا حيث لاقى ترحيبًا كبيرًا كمحرر للقبارصة اليونانيين وتم تكريمه لاحقًا بأعلى مع مرتبة الشرف من قبل البرلمان اليوناني وأكاديمية أثينا وترقيته إلى رتبة جنرال. بعد فترة وجيزة من عودته، تم إقناع غريفاس بدخول السياسة ليرأس حزب ائتلافي، لكنه سرعان ما تخلى عن هذا الطريق بعد النسبة المخيبة للآمال التي حصل عليها حزبه في الانتخابات العامة لسنة 1963.
عاد غريفاس إلى قبرص في 1964 بعد اندلاع العنف الطائفي بين القبارصة الأتراك واليونانيين لتولي القيادة العليا للقوات القبرصية اليونانية المنظمة تحت قيادة الحرس الوطني لمكاريوس وكذلك الفرقة العسكرية اليونانية التي أرسلتها حكومة جورجيوس باباندريو إلى قبرص. للمساعدة في الدفاع عن الجزيرة ضد هجوم تركي محتمل. وأدار بناء الحصون والمجمعات الدفاعية بهدف مقاومة الغزو التركي. في 15 نوفمبر 1967 اجتاح الحرس الوطني القبرصي اليوناني تحت قيادته المباشرة قريتين صغيرتين على مفترق لارنكا وليماسول ونيقوسيا الحرج، فقتل 27 شخصًا معظمهم من المدنيين القبارصة الأتراك بالإضافة إلى قوات شبه عسكرية قبرصية تركية في كوفينو وأغيوس ثيودوروس. كانت النتيجة المباشرة لهذا الحدث هي الإنذار التركي، الذي دفع الحكومة العسكرية اليونانية بسحب كل من الفرقة اليونانية والجنرال غريفاس إلى أثينا.
ومابين 1968 إلى 1969 وتحت رقابة مشددة شارك غريفاس في حركة مقاومة تهدف إلى الإطاحة بالمجلس العسكري الحاكم وإعادة الديمقراطية في اليونان، وشاركه عدد من ضباط الجيش اليوناني بالإضافة إلى الطلاب والمهنيين القبارصة اليونانيين ممن كانوا من مقاتلي EOKA السابقين. وبدأ بتشكيل خلايا مقاومة مسلحة في عدد من أحياء أثينا مسلحة بالبنادق والمتفجرات التي تم جلبها سرا من قبرص. ولكن تم اكتشاف المنظمة من قبل السلطات وجرى اعتقال العديد من أعضائها.

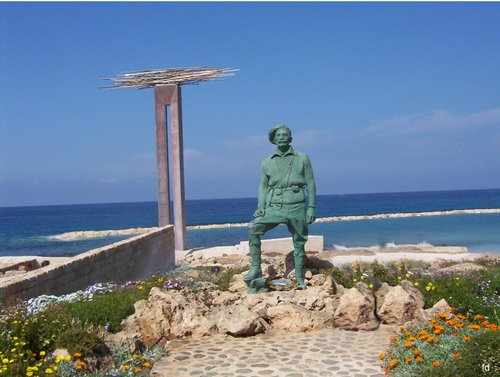
نصب تذكاري لجورجيوس غريفاس في بافوس.

## أواخر أيامه وموته
بعد كشف السلطات خطط غريفاس، عاد سرًا إلى قبرص في 31 أغسطس 1971 حيث شكل المنظمة المسلحة EOKA B التي استخدمها لتكون ذراعه في محاولته لإقناع أو إجبار مكاريوس على تغيير سياسته واعتماد خط «تقرير المصير - الاتحاد» مع اليونان. فشلت منظمة إيوكا-ب في الإطاحة بمكاريوس لكن الكفاح المسلح أدى إلى حلقة مفرغة من العنف ومناهضة العنف التي ترقى إلى الحرب الأهلية بين المجتمع القبرصي اليوناني من 1971 إلى 1974.
أثناء اختبائه في منزل في ليماسول يوم 27 يناير 1974 توفي غريفاس بسبب قصور في القلب عن عمر يناهز 76 عامًا. وبعدها وقعت EOKA B اتفاقًا سريًا مع العميد ديميتريوس يوانيديس «الديكتاتور غير المرئي» لليونان، حيث يدير التنظيم مباشرة من أثينا. أقيمت جنازة غريفاس ودفنه في 29 يناير 1974، في حديقة المنزل الذي كان مخبأه الأخير خلال حرب إيوكا (1959-1955) وحضر الجنازة عشرات الآلاف من القبارصة اليونانيين. وعند وفاته أعلنت الحكومة القبرصية حدادًا رسميًا لمدة ثلاثة أيام.

## ما بعد ذلك
أطاح المجلس العسكري الثاني لليونان بقيادة يوانيدس بمكاريوس بعد ستة أشهر فقط من وفاة غريفاس. كان يوانيديس يخطط للإطاحة بمكاريوس في ربيع 1974، لكن القرار النهائي بالتصرف اتخذ في 2 يوليو 1974 بعد أن قرر مكاريوس معارضة نظام يوانيديس مباشرة بطرد 550 ضابطاً يونانياً من الحرس الوطني القبرصي. وهذا يعني فقدان السيطرة العسكرية اليونانية على قبرص وكذلك إذلال يوانيديس. تم تنفيذ انقلاب 15 يوليو 1974 الذي أطاح بمكاريوس من قبل قوات الحرس الوطني القبرصي بتعليمات مباشرة من اليونان. كان الحرس الوطني بقيادة ضباط يونانيين، ويتألف من مجندين من القبارصة اليونانيين. انضم أعضاء EOKA B وغيرهم من القوات الموالية للحرس الوطني بعد ظهر يوم الاثنين 15 يوليو 1974 في القتال ضد قوات مكاريوس. وبعد الانقلاب مباشرة جرى الغزو التركي لقبرص في 20 يوليو. فاجأ هذا الغزو يوانيدس، الذي فشل في إعداد قبرص للغزو التركي وفشل في إجبار الجنرالات اليونانيين الذين عينهم على تطبيق «الخطة K» وتقديم المساعدة العسكرية لقبرص. كان ذلك علامة على سقوط يوانيدس.